# ハロウェイ・ロード駅
ハロウェイ・ロード駅（Holloway Road）は、ロンドン地下鉄のピカデリー線の駅である。1932年9月19日に開設。ロンドン北のイズリントン・ロンドン特別区のハロウェイに位置している。

## 隣の駅
ロンドン交通局
ロンドン地下鉄
■ピカデリー線
アーセナル駅 - ハロウェイ・ロード駅 - カレドニアン・ロード駅